# Landschaftsschutzgebiet Briloner Kalkplateau und Randhöhen

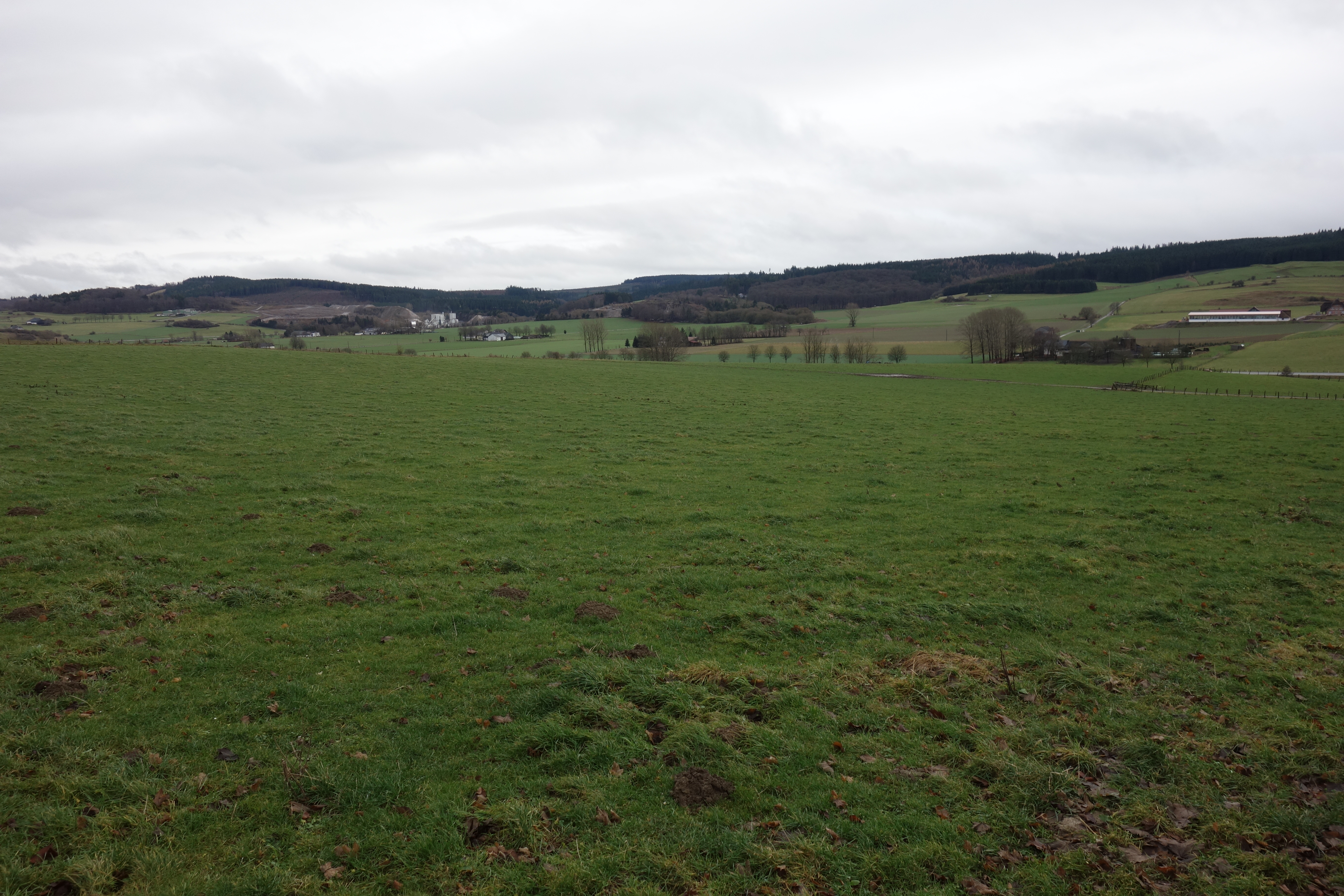
Der Wald am Horizont gehört zum Landschaftsschutzgebiet Briloner Kalkplateau und Randhöhen.
Vorne Landschaftsschutzgebiet Wintertal/Escherfeld; im Hintergrund das Landschaftsschutzgebiet Südfeld.

Das Landschaftsschutzgebiet Briloner Kalkplateau und Randhöhen mit 1657,78 ha Größe liegt um Brilon. Das Gebiet wurde 2008 mit dem Landschaftsplan Briloner Hochfläche durch den Kreistag vom Hochsauerlandkreis als Landschaftsschutzgebiet (LSG) ausgewiesen. Das Landschaftsschutzgebiet wurde als LSG Typ A, Allgemeiner Landschaftsschutz, ausgewiesen. Das LSG wurde als eines von vier Landschaftsschutzgebieten vom Typ A (Allgemeiner Landschaftsschutz) im Stadtgebiet Brilon ausgewiesen. Das LSG ist in viele Teilflächen aufgesplittert. Im Stadtgebiet gibt es auch 22 Landschaftsschutzgebiete vom Typ B (Ortsrandlage, Landschaftscharakter) und 53 Landschaftsschutzgebiete vom Typ C (Wiesentäler und bedeutsames Extensivgrünland) mit anderen Auflagen. Das LSG grenzt teilweise direkt an den Siedlungsraum von Brilon.

## Beschreibung
Beim Landschaftsschutzgebiet Briloner Kalkplateau und Randhöhen handelt es sich zum Großteil um Wälder mit Fichten und Buchen. Die landwirtschaftlichen Flächen werden meist als Grünland genutzt. Im LSG befinden sich vor allem im südlichsten und westlichen Bereich kulturhistorische Relikte von Bergbautätigkeit wie Stollen, Halden und Pingen.

## Schutzzweck
Das LSG wurde zur Erhaltung des eigenartigen Landschaftscharakters des Briloner Kalkplateaus und der umgebenden Randhöhen, zur Sicherung der Leistungsfähigkeit des Naturhaushaltes vor Eingriffen und zur Sicherung kulturhistorisch und landeskundlich interessanter Kleinstrukturen sowie zur Ergänzung der durch Ausweisung als Naturschutzgebiet strenger geschützten Bereiche des Naturraums als Pufferbereiche ausgewiesen.

## Vorschriften
Wie in den anderen Landschaftsschutzgebieten vom Typ A besteht im LSG ein Verbot, Bauwerke zu errichten. Vom Verbot ausgenommen sind Bauvorhaben für Gartenbaubetriebe, Land- und Forstwirtschaft, die öffentliche Versorgung mit Elektrizität, Gas, Telekommunikationsdienstleistungen, Wärme und Wasser, die Abwasserwirtschaft oder für einen bestehenden angrenzenden gewerblichen Betrieb (§ 35 Abs. 1 Nr. 1 und 2 des Baugesetzbuches). Auch der Bau von Windkraftanlagen und Wasserkraftwerken ist mit Baugenehmigung erlaubt. Erstaufforstungen und auch die Neuanlage von Weihnachtsbaumkulturen, Schmuckreisig- und Baumschulkulturen unterliegen einer behördlichen Genehmigung der Unteren Naturschutzbehörde.